# Wilson Pineda
Wilson Augusto Pineda Cornelio (ur. 25 września 1993 w Sanarate) – gwatemalski piłkarz występujący na pozycji prawego obrońcy, reprezentant Gwatemali, od 2024 roku zawodnik Comunicaciones.

## Kariera klubowa
Pineda pochodzi z miasta Sanarate w departamencie El Progreso. W wieku 16 lat dołączył do szkółki juniorskiej drugoligowego klubu Deportivo Guastatoya, z oddalonej o 20 kilometrów miejscowości Guastatoya. W październiku 2011 zadebiutował w pierwszej drużynie w meczu drugiej ligi z Sayaxché (0:2). W 2014 roku wywalczył z Guastatoyą historyczny awans do najwyższej klasy rozgrywkowej. W gwatemalskiej Liga Nacional pierwszy mecz rozegrał 19 lipca 2014 z Petapą (0:4), zaś premierowego gola strzelił 4 lutego 2015 w zremisowanym 1:1 spotkaniu z Municipalem. Wywalczył z Guastatoyą tytuł wicemistrza Gwatemali (Apertura 2015).
W czerwcu 2016 Pineda został zawodnikiem krajowego potentata Comunicaciones FC. Po półtora roku powrócił do swojego macierzystego Deportivo Guastatoya, z którym wywalczył trzy mistrzostwa Gwatemali (Clausura 2018, Apertura 2018, Apertura 2020), pierwsze w historii klubu. W 2019 roku został mianowany przez trenera Fabricio Beníteza nowym kapitanem zespołu.

## Kariera reprezentacyjna
W lipcu 2015 Pineda został powołany przez Carlosa Ruiza na zgrupowanie reprezentacji Gwatemali U-23.
Pineda otrzymał pierwsze powołanie do seniorskiej reprezentacji Gwatemali w październiku 2016 od selekcjonera Waltera Claverí na cykl treningowy. Zadebiutował w niej jednak dopiero 18 sierpnia 2018 w wygranym 1:0 meczu towarzyskim z Kubą, w którym strzelił też gola. W rozgrywkach Ligi Narodów CONCACAF 2019/2020 wpisał się na listę strzelców w spotkaniu z Anguillą (5:0).